# Фосетт, Миллисент
Дама Ми́ллисент Га́рретт Фо́сетт, урождённая Гарретт (англ. Dame Millicent Garrett Fawcett, 11 июня 1847, Саффолк — 5 августа 1929, Лондон) — английская суфражистка и феминистка. В 1890—1914 гг. президент национального союза женских обществ суфражисток (участниц движения за предоставление женщинам избирательных прав). Способствовала открытию первого женского колледжа в Кембридже.
Миллисент известна также как помощница и секретарь своего ослепшего в возрасте 25 лет мужа — Генри Фосетта (1833—1884) — первого профессора экономики в Кембридже, автора «Учебника политической экономии» (Manual of Political Economy, 1863).

## Биография

### Ранние годы
Миллисент Гаррет Фосетт родилась 11 июня 1847 года в Олдборо, от Ньюсона Гарретта (1812—1893), предпринимателя из соседнего города Лейтона, и его жены Луизы (1813—1903) из Лондона. Она была восьмой из их десяти детей.
По словам Рэйчел Стрейчи, «Гарретты были счастливой семьёй близких друг другу людей, где детей поощряли быть физически активными, много читать, высказывать своё мнение и разделять политические интересы своего отца, перешедшего от консерватизма к Гладстоновскому либерализму, воинственного человека и страстного патриота».
В детстве старшая сестра Миллисент Элизабет Гаррет Андерсон стала первой британской женщиной-врачом, и познакомила её с английской суфражисткой Эмили Дэвис. В биографии своей матери Луиза Гарретт Андерсон цитирует Дэвис, которая говорила её матери Элизабет и Миллисент: «Совершенно ясно, что нужно сделать. Я должна посвятить себя получению высшего образования, пока ты открываешь медицинскую профессию для женщин. После того, как всё это будет сделано, мы должны позаботиться о том, чтобы получить право голоса». Затем она повернулась к Миллисент и сказала: «Ты младше нас, Милли, так что ты должна заняться этим».
В 1858 году, в возрасте 12 лет, Миллисент была отправлена в Лондон вместе со своей сестрой Элизабет учиться в частной школе-интернате в Блэкхите. Их сестра Луиза водила её на проповеди Фредерика Денисона Мориса, социально осведомлённого и менее традиционного священника Англиканской Церкви, чьё мнение повлияло на взгляды Миллисент на религию.
В 1865 году она посетила лекцию Джона Стюарта Милля, а в следующем году вместе с подругой Эмили Дэвис и десятью другими молодыми, в основном одинокими женщинами, работали над созданием Кенсингтонского общества как дискуссионной группы, сосредоточенной на избирательном праве английских женщин. Позже они собрали подписи под петицией с просьбой к парламенту предоставить женщинам-домохозяйкам избирательные права.

### Замужество и семья
Джон Стюарт Милль познакомил её со многими другими активистами движения За права женщин, включая Генри Фосетта, либерального члена парламента, который намеревался жениться на её сестре Элизабет, до того, как та решила сосредоточиться на своей медицинской карьере. Миллисент и Генри стали близкими друзьями и поженились 23 апреля 1867 года. В 1858 году в результате несчастного случая при стрельбе Генри потерял зрение, и Миллисент стала его личным секретарём. Их брак описывали как «основанный на совершенной интеллектуальной симпатии», и Миллисент продолжила писательскую карьеру, ухаживая за Генри. Фосетт вела хозяйство в двух домах: в Кембридже и Лондоне. У семьи были некоторые радикальные убеждения, поддерживающие пропорциональное представительство, индивидуалистические принципы и принципы свободной торговли, а также возможности для самореализации женщин. Их единственный ребёнок, Филиппа Фосетт, родившаяся в 1868 году, всячески поощрялась своей матерью в стремлении к учёбе. В 1890 году Филиппа стала первой женщиной, получившей высший балл на экзаменах по математике в Кембридже.
В 1868 году Миллисент присоединилась к лондонскому комитету за избирательные права, а в 1869 году выступила на их первом публичном собрании, состоявшемся в Лондоне. В марте 1870 года она выступала в Брайтоне, избирательном округе своего мужа. Говорили, что у неё, как у оратора, был чистый голос. В 1870 году она опубликовала свою короткую Политическую экономию для начинающих, которая была «дико успешной», пережив 10 изданий за 41 год. В 1872 году они с мужем опубликовали Эссе и лекции на социальные и политические темы, которые содержали восемь эссе Миллисент. В 1875 году она стала соучредителем Ньюнэм-колледжа и членом его совета.
Несмотря на многочисленные интересы и обязанности, Миллисент вместе с Агнес Гарретт воспитала четырёх своих двоюродных братьев и сестёр, осиротевших в раннем возрасте: Эми Гаррет Бэдли, Файделла Эдмунда Гарретта, Элси Гарретт (впоследствии ставшей известной художницей ботанических иллюстраций в Южной Африке) и её близнеца Джона.
После смерти мужа 6 ноября 1884 года Фосетт временно отошла от общественной жизни, продала оба семейных дома и переехала вместе с Филиппой в дом своей сестры Агнес Гаррет. Когда она возобновила свою работу в 1885 году, Фосетт начала концентрироваться на политике и стала ключевым членом того, что впоследствии именовалось как Женское общество местного самоуправления. Изначально она присоединилась к либеральной юнионистской партии в 1886 году, чтобы противостоять ирландскому самоуправлению. Она, как и другие английские протестанты, считала, что разрешение католической Ирландии иметь собственное правительство повредит процветанию Англии и будет губительным для ирландцев.
В 1891 году Фосетт написала предисловие к новому изданию книги Мэри Уолстонкрафт В защиту прав женщин. Писатель Линдолл Гордон назвал его «влиятельным эссе», в котором Фосетт вновь подтвердила репутацию раннего философа-феминистки и заявил о ней как о праматери борьбы за право голоса.
В 1899 году Фосетт получила почётную степень доктора права в Сент-Эндрюсском университете.

## Политическая активность
Фосетт начала свою политическую карьеру в возрасте 22 лет, с первого женского собрания за избирательные права. После смерти Лидии Беккер Фосетт стала лидером Национального Союза женских избирательных обществ (NUWSS), главной суфражистской организации Великобритании. Политически она занимала умеренную позицию, дистанцируясь от радикальных и прямых действий Женского социально-политического союза (WPSU), действия которого, по её мнению, снижали шансы женщин на одобрение их идей, поскольку подрывали общественное мнение и отпугивая членов парламента. Несмотря на широкую известность WSPU, NUWSS с лозунгом «законопослушные суфражистки» удалось сохранить внушительную поддержку. К 1905 году NUWSS насчитывала 305 учредительных обществ и почти 50 000 членов, по сравнению с 2000 членами WSPU в 1913 году. Фосетт в основном боролась за избирательное право женщин, но также обнаружила, что нынешнее самоуправление было «ударом по величию и процветанию Англии, а также катастрофой и… страданием, болью и стыдом».
Она объясняет своё недовольство более радикальным движением в своей книге «Женское избирательное право: Краткая история великого движения»:
Я не могу поддерживать революционное движение, тем более что оно управлялось самовольно, сначала небольшой группой из четырёх человек, а затем только одним человеком.... В 1908 году в результате этого деспотизма, они постановили, что политика терпения насилия, но не использования его, должна быть прекращена. После этого я уже не сомневалась, что для меня и NUWSS было бы правильным строго придерживаться нашего принципа поддержки нашего движения только аргументами, основанными на здравом смысле и опыте, а не на личном потакании насилию или нарушению законов любого рода
.
Южноафриканская война стала для Фосетт возможностью продемонстрировать влияние и возможности женщин в британском обществе. Она возглавила комиссию по делам женщин, направленную в Южную Африку. В июле 1901 года она отправилась туда вместе с другими женщинами «для расследования обвинений Эмили Хобхаус в ужасных условиях содержания в концентрационных лагерях, где содержались семьи бурских солдат». Ни одной женщине в Британии до этого не поручали такой задачи в военное время. Миллисент боролась за гражданские права уитлендеров, «как за возрождение интереса к женскому избирательному праву».
Фосетт поддерживала бесчисленные кампании на протяжении многих лет. Некоторые из них были направлены на борьбу с жестоким обращением с детьми путём повышения возраста согласия, криминализации инцеста, прекращения практики исключения женщин из зала суда при рассмотрении дел о сексуальных преступлениях, искоренения «белой работорговли» и предотвращения детских браков, а также введения регулируемой проституции в Индии. Фосетт проводила кампанию за отмену закона об инфекционных болезнях, который отражал двойные сексуальные стандарты. Они требовали, чтобы проституток обследовали на предмет заболеваний, передаваемых половым путем, и, если обнаруживалось, что они передали болезнь своим клиентам, сажали в тюрьму. Женщины могут быть арестованы по подозрению в том, что они являются проститутками, и заключены в тюрьму за отказ дать согласие на проведение инвазивных и болезненных обследований. Мужчины, заразившие женщин, не подлежали этим актам, которые были отменены в результате предвыборной кампании Фосетт и других. Она считала, что такие двойные моральные стандарты никогда не будут искоренены, пока женщины не будут представлены должным образом в общественной сфере.
Фосетт написала три книги, одну из которых в соавторстве со своим мужем Генри, и много статей, некоторые из которых были опубликованы посмертно. Книга Фосетт Политическая экономия для начинающих вышла в десяти изданиях, породила два романа и издавалась на многих языках. Одна из её первых статей о женском образовании появилась в журнале Macmillan’s Magazine в 1875 году, когда её интерес к этому вопросу привел к основанию Ньюнэмского женского колледжа в Кембридже. Там она работала в управляющем совете и поддержала непопулярное тогда предложение о том, чтобы все женщины могли получить Кембриджские дипломы. Миллисент регулярно выступала в школах для девочек, женских колледжах и центрах образования для взрослых. В 1904 году она ушла из профсоюзов по вопросу свободной торговли, когда Джозеф Чемберлен получил контроль за исполнением кампании за тарифную реформу.
Когда в 1914 году разразилась Первая Мировая война, WSPU прекратила всякую деятельность, чтобы сосредоточиться на оказании помощи стране в военных усилиях. NUWSS Фосетт прекратила политическую деятельность по поддержке медицинских служб при учебных лагерях Шотландии, России и Сербии, главным образом потому, что организация была значительно менее радикальной, чем WSPU: она содержала гораздо больше пацифистов, и поддержка войны внутри организации была слабее. WSPU был назван джингоистическим за то, что его лидеры решительно поддерживали войну. Хотя Фосетт не была пацифисткой, она понимала, что рискует расколоть организацию, если прикажет прекратить кампанию, и направила средства NUWSS правительству, как и WSPU. Но в то же время NUWSS продолжал агитировать за проведение голосования и использовал сложившуюся ситуацию в своих интересах, указывая на усилия женщин, проявленные во время войны. Она занимала свой пост до 1919 года, ещё год после того, как женщины впервые получили право голоса в законе о народном представительстве 1918 года. После этого она покинула избирательную кампанию и посвятила большую часть своего времени написанию книг, в том числе биографии Джозефины Батлер.

## Последующие годы
В 1919 году Фосетт получила почётную докторскую степень в Бирмингемском университете. В 1925 году в честь Нового года она была удостоена высшей степени ордена Британской империи — Дама Большого креста (GBE).
Она умерла в 1929 году в своём доме на Гауэр-Стрит, Лондон. Её прах был развеян в крематории Голдерс-Грин. В 1932 году в Вестминстерском аббатстве был открыт памятник Фосетт, рядом с памятником её мужу, с надписью, которая гласит: «Мудрая, неизменная и бесстрашная англичанка. Она добилась гражданства для женщин».
Архив Миллисент Фосетт хранится в Женской библиотеке Лондонской школы экономики.

## Наследие
Миллисент Фосетт-Холл был построен в 1929 году в Вестминстере как место для женских дебатов и дискуссий; в настоящее время он принадлежит Вестминстерской школе, а сам зал используется драматическим отделением как театр-студия на 150 мест.
Синяя мемориальная доска в честь Фосетт была установлена в 1954 году Советом округа Лондон в доме, где она прожила 45 лет в Блумсбери.
В феврале 2018 года по итогам опроса радио BBC 4 Фосетт была объявлена самой влиятельной женщиной за последние 100 лет.

### Статуя в Лондоне
В 2018 году в Лондоне на Parliament Square ей был открыт памятник.
В 2018 году, через 100 лет после принятия закона о представительстве народа, за который Фосетт успешно боролась и который предоставил ограниченное право голоса женщинам, она стала первой женщиной, память о которой была увековечена статуей на Парламентской площади. Это событие стало следствием масштабной кампании, возглавляемой Каролиной Криадо Перес, в ходе которой было собрано более 84 000 подписей в интернете.
Работа скульптора Джиллиан Уир была представлена 24 апреля 2018 года, в присутствии второй женщины-премьер-министр Великобритании Терезы Мэй. На открытии она произнесла речь: «Я бы не стояла здесь сегодня в качестве премьер-министра, ни одна женщина-депутат не заняла бы своё место в парламенте, ни у кого из нас не было бы тех прав, которыми мы сейчас пользуемся, если бы не одна поистине великая женщина: дама Миллисент Гаррет Фосетт». Статуя изображает Фосетт, держащей в руке знамя, цитирующее речь, которую она произнесла в 1920 году, после смерти Эмили Дэвисон во время Эпсомского дерби 1913 года: «мужество призывает к храбрости повсюду».

## Значительные работы
- 1870: Политическая экономия для начинающих полный текст онлайн
- 1872: Эссе и лекции на общественно-политические темы (совместно с Генри Фосеттом) полный текст онлайн
- 1872 год: Избирательное бессилие женщин: лекция
- 1874: Сказки в политической экономии полный текст онлайн
- 1875: Джанет Донкастер, роман, действие которого происходит на её родине в Олдборо, Суффолк
- 1889: Некоторые выдающиеся женщины нашего времени: короткие биографические очерки полный текст онлайн
- 1895: Жизнь Её Величества, Королева Виктория полный текст онлайн
- 1901: Жизнь достопочтенного сэра Уильяма Молсуорта полный текст онлайн
- 1905: Пять знаменитых француженок полный текст онлайн
- 1912: Женское избирательное право: Краткая история великого движения ISBN 0-9542632-4-3 полный текст онлайн
- 1920: Женская Победа и то, что произошло после неё: личные воспоминания, 1911—1918 полный текст онлайн
- 1924: Что я помню (пионеры женского движения) ISBN 0-88355-261-2
- 1927: Джозефина Батлер: её работа и принципы и их значение для двадцатого века (написана совместно с Этель М. Тернер)